# Strawczynek
Strawczynek – wieś w Polsce, położona w województwie świętokrzyskim, w powiecie kieleckim, w gminie Strawczyn.
| SIMC    | Nazwa      | Rodzaj    |
| ------- | ---------- | --------- |
| 0274016 | Nowa Wieś  | część wsi |
| 0274022 | Plac       | część wsi |
| 0274039 | Podlesie   | część wsi |
| 0274045 | Podłosinie | część wsi |
| 0274051 | Stara Wieś | część wsi |
| 0274068 | Trupień    | część wsi |
| 0274074 | Zastawie   | część wsi |

W latach 1975–1998 miejscowość administracyjnie należała do województwa kieleckiego.